# Марти Венторла
Марти Венторла (на испански: Martí Ventolrà) е испански футболист, полузащитник.

## Кариера
Преминава през испанските отбори Еспаньол, Севиля и Барселона, както и мексиканските Реал Клуб Еспаня и Атланте. Има 12 мача и 3 гола за националния отбор на Испания. Участник на Световното първенство през 1934 г.
През 1937 г. емигрира в Мексико, поради испанската гражданска война. Баща е на мексиканския национал Хосе Венторла.